# Czarnolesie (użytek ekologiczny)
Czarnolesie – użytek ekologiczny w województwie pomorskim, w powiecie bytowskim, w gminie Czarna Dąbrówka, w obrębie ewidencyjnym Czarna Dąbrówka, powołany Rozporządzeniem Nr 5/98 Wojewody Słupskiego z dnia 24 kwietnia 1998 r. w sprawie uznania za użytki ekologiczne. Całkowita powierzchnia użytku wynosi 2,26 ha. Stanowi własność Skarbu Państwa w zarządzie Lasów Państwowych. Zlokalizowany jest w granicach Nadleśnictwa Łupawa, sprawującego nad nim nadzór, na obszarze Leśnictwa Czarna Dąbrówka. Jest jednym z trzydziestu jeden użytków ekologicznych kontrolowanych przez Nadleśnictwo Łupawa (stan na 2016).
Przedmiotem ochrony jest śródleśne bagno, częściowo zadrzewione, głównie przez sosnę zwyczajną (Pinus sylvestris), liczącą ponad sto lat, i brzozę brodawkowatą (Betula pendula). Odnotowano rosiczkę okrągłolistną (Drosera rotundifolia) i bagnicę torfową (Scheuchzeria palustris) – gatunki objęte ochroną ścisłą, oraz bagno zwyczajne (Rhododendron tomentosum) i bobrka trójlistkowego (Menyanthes trifoliata) – gatunki objęte ochroną częściową. Użytek jest miejscem lęgowym płazów i gadów.